# Yoseikan Budo (aïkido)
Pour les autres significations, voir Yoseikan Budo.
Yoseikan Aikido (養正館合気道Yoseikan Aikidō) est l'aïkido enseigné au dojo Yoseikan à Shizuoka, au Japon, sous la direction de Minoru Mochizuki (望月 稔Mōchizuki Minoru, 1907–2003).
Mochizuki est un élève direct du fondateur de l'aïkido, Morihei Ueshiba. Il est un uchi deshi (étudiant résident) d'environ novembre 1930 à environ août 1931. Mochizuki maintient le contact avec Ueshiba jusqu'à la mort de ce dernier en 1969.
Dans les années 1970, Yoseikan Aikido est officiellement organisé en Yoseikan Budo avec les autres arts que Mochizuki étudie et maîtrise, notamment le judo, le karaté, le Tenshin Shoden Katori Shinto-ryu, le jujutsu, le kobudo, l'iaido, le kendo, le jojutsu et le kempo mongol. Cependant, certains dojos existent encore à travers le monde qui maintiennent leur art en tant qu'aïkido et, à ce titre, l'appellent toujours Yoseikan Aikido ou Yoseikan Aikijujutsu / Aikijutsu.

## Résumé
Traditionnellement Yoseikan Aikido contient tous les aspects présents dans d'autres écoles d'aïkido, par exemple ai (harmonie), ki (énergie), kokyu (souffle), seika-no-itten (un point), irimi (entrer) et tenkan (tourner). D'autres aspects importants du judo sont également inclus, notamment le kuzushi (déséquilibrage), le tsukuri (positionnement), le jita kyoei (bien-être et prospérité mutuels), le sei ryoku zen yo (efficacité maximale).
En raison des expériences de combat de Mochizuki lors de l'introduction des arts martiaux en France dans les années 1950 il estime que l'aïkido a besoin d'une base technique plus solide pour « rencontrer tous les challengers ». Essentiellement, toutes les techniques de judo peuvent être considérées comme des techniques d'aïkido Yoseikan. En réalité, cela ne fait qu'ajouter plusieurs techniques de judo de base, telles que les lancers de hanche, les lancers d'épaule (qui existent dans d'autres écoles d'aïkido), les lancers de sacrifice et les balayages de pied. De nombreux membres de la communauté de l'aïkido considèrent que les idées de balayage des pieds et de lancers sacrificiels sont contraires aux principes fondamentaux de l'aïkido, où l'équilibre et le centrage sont primordiaux. Ces techniques, cependant, n'entraînent pas de perte de centre ou d'équilibre. Fondamentalement, les techniques de balayage des pieds dans l'aïkido Yoseikan sont identiques aux otoshi waza (techniques de chute) dans d'autres écoles d'aïkido. L'utilisation du pied assure l'efficacité de la technique, même lorsque l'adversaire résiste. Moins d'accent est alors mis sur le timing, et plus important encore, une attaque trop engagée n'est pas nécessaire. En ce qui concerne les lancers sacrificiels, un principe fondamental utilisé dans l'Aïkido Yoseikan est le gyokushin, ou l'esprit d'une balle. Même lorsqu'une balle roule, elle maintient son centre, et cela est vrai du Yoseikan Aikidoka lors de l'exécution de lancers sacrificiels. Vous n'avez pas besoin d'être debout pour vous déplacer de manière sphérique, ce qui est important dans l'application des techniques d'aïkido.
La sincérité est un autre aspect qui influence grandement l'Aïkido Yoseikan. C'est pour cette raison qu'Yoseikan Aikido comprend les bases, les combinaisons et les kata fondamentaux du karaté Do. Cela garantit qu'uke (l'attaquant) à Yoseikan est aussi efficace et sincère en attaque que nage (le lanceur) le deviendra en défense. Avant la Seconde Guerre mondiale, les étudiants en aïkido devaient avoir préalablement étudié les arts martiaux et avoir une lettre de recommandation de leur instructeur. Cela signifiait que tous les étudiants d'avant-guerre possédaient déjà les compétences de base d'uke (l'attaquant), y compris la chute et la frappe. Or, l'aïkido peut être considéré comme un art premier. Par conséquent, à Yoseikan, les étudiants apprennent à attaquer.
En termes simples, la principale différence entre le Yoseikan et les autres écoles est la façon dont Mochizuki sensei structure ses enseignements, et donc la façon dont l'aïkido est enseigné au Yoseikan. Yoseikan a une structure très logique, qui peut être considérée comme une influence fondamentale de Jigoro Kano, qui met l'accent sur la science du judo. L'accent est davantage mis sur les fondamentaux, comme échapper à une saisie. Ces techniques sont généralement mentionnées dans d'autres écoles d'aïkido et constituent la première partie d'une technique de verrouillage ou de projection. Cependant, dans Yoseikan Aikido, ils sont entraînés et examinés comme des bases. Après sa construction en 1931, Morihei Ueshiba visite, supervisé et enseigné au Yoseikan, et Mochizuki reçoit son 8e Dan dans les années 1950 (10e Dan décerné plus tard par l'IMAF avec l'approbation de Kisshomaru Ueshiba), ainsi que l'obtention de parchemins en Aikijujutsu d'Ueshiba dans les années 1930, par conséquent, sa méthode est approuvée.

## Histoire

### Japon
En octobre 1930, après avoir été témoin d'une démonstration de Morihei Ueshiba, Jigoro Kano organisa (dans une lettre officielle à Ueshiba) pour que deux étudiants étudient sous sa direction. Ces deux hommes sont, Jiro Takeda et Minoru Mochizuki. Avec ses connaissances antérieures en judo, jujutsu, kendo et kenjutsu, Mochizuki progresse rapidement sous Ueshiba. Il est nommé superviseur de l'uchi deshi, et sert comme assistant d'enseignement, Ueshiba suggère que Mochizuki épouse sa fille et devienne ainsi son successeur. Mochizuki est un uchi deshi sous Ueshiba pendant plusieurs mois. Du milieu à la fin de 1931, Mochizuki tomba malade de pleurésie et de tuberculose pulmonaire. Au cours de son séjour à l'hôpital de 3 mois, le dojo Yoseikan est construit pour Mochizuki. Ueshiba, présent à l'ouverture officielle du Yoseikan en novembre 1931, donne régulièrement des séminaires au dojo.
En juin 1932, Ueshiba décerna à Mochizuki deux rouleaux de Daito Ryu. Le premier (dans l'ordre Daito Ryu) est le Hiden Ogi no Koto et le second est le Goshinyo no Te. Au Daito Ryu, on apprend le Hiden Mokuroku, puis l'Aiki no Jutsu, puis le Hiden Ogi, et enfin le Goshinyo no Te. Après avoir atteint ces quatre niveaux, la personne est alors qualifiée pour enseigner l'art. Après ces niveaux vient Kaishaku Soden puis enfin Menkyo Kaiden. En termes de Daito Ryu, Mochizuki est qualifié pour enseigner tout ce qu'il apprend jusqu'au Goshinyo no Te. Il convient également de noter que c'est le niveau technique qu'Ueshiba atteint dans le Daito Ryu, bien qu'il détienne le titre officiel de Kyoju Dairi dans le Daito Ryu. Cela permet à Ueshiba de donner des instructions et de voyager pour enseigner en tant que représentant du directeur, Sokaku Takeda.
L'aïkido au Yoseikan continue à se développer jusqu'en 1972, quand après son retour de France, Mochizuki décide de changer le nom en Yoseikan Budo. Cela entraîne une restructuration technique et la fusion des arts autrefois séparés que Mochizuki enseigne sous un seul terme. Les caractéristiques du Yoseikan Budo de Mochizuki sont toujours essentiellement l'aïkido, avec l'ajout de plus de techniques de judo, en particulier le travail au sol, le développement de plus de lancers de sacrifice et l'inclusion du Katori Shinto Ryu dans les grades supérieurs.
Aujourd'hui, le Yoseikan au Japon abrite le Seifukai, une organisation dirigée par le fils de Mochizuki, Tetsuma. Ils maintiennent une forte affinité avec le Budo principalement basé sur l'aïkido de Minoru Mochizuki.

### France
En 1951, Mochizuki se rend en France principalement pour enseigner le judo, mais il trouve également le temps de donner des cours d'aïkido et est donc crédité d'être le premier à diffuser l'aïkido à l'étranger. L'introduction de l'Europe à l'aïkido et son association avec le judo sont directement dues aux premières activités de Mochizuki. Il devait établir un modèle qui serait répété dans la plupart des pays européens où l'aïkido jetterait ses racines au sein de la communauté de judo existante. Un grand nombre des premiers pratiquants européens sont des judokas qui dépassent leurs années de compétition et trouvent que les techniques gracieuses de l'aïkido sont une alternative parfaite leur permettant de continuer la pratique active des arts martiaux. Mochizuki passe un total de deux ans et demi en France et ses efforts sèment les graines du développement de la plus grande population d'aikido au monde en dehors du Japon. On dit qu'il y a aujourd'hui plus de cinquante mille pratiquants actifs en France.
Le Yoseikan Aikido du Yoseikan Ryu est représenté par Jim Alcheik en France dans les années 1950. Il fonde la FFATKJ, avec l'accord de Minoru Mochizuki, la "Fédération française d'Aïkido, de Tai-jitsu et de Kendo" (FFATK) à son retour du Japon avec Hiroo Mochizuki. Jim Alcheik apelle cet art "aikido yoseikan" ou "aikido ju-jitsu" ou "Tai-jitsu". Jim Alcheik est mort en 1962 dans un attentat à la bombe en Algérie. Le Tai-jitsu français et européen est considéré comme une "discipline cousine" des arts martiaux enseignés au Yoseikan Ryu.

### Italie
À la fin des années 1950, l'Aïkido Yoseikan est le premier style d'Aïkido à être enseigné en Italie. La Fédération Italienne d'Aïkido est créée, présidée par l'avocat Ezio Viarana et dont le directeur technique est le maître Murakami Tetsuji (1927 - 1987), élève de Mochizuki Shihan. Par la suite, dans la première moitié des années 1960, un élève âgé de Mochizuki Shihan arrive en Italie, le maître Sugiyama Shoji (1933 - 2017), qui s'installe à Turin où il ouvre le Dojo Sugiyama et commence à enseigner l'Aïkido Yoseikan. Après la mort de Mochizuki Shihan, le maître Sugiyama, son élève le plus âgé, développe la méthode Yoseikan Aikijujitsu Sugiyama-ha : cette méthode est reconnue par la FIJLKAM (Fédération Italienne de Judo, Lutte, Karaté et Arts Martiaux) et est actuellement enseignée en Dojo italien.

### États-Unis
Le début légitime de l'Aïkido Yoseikan aux États-Unis s'est fait par le Capt. Sadayuki Demizu de la Force aérienne japonaise d'autodéfense. En tant qu'officier de liaison pour les étudiants japonais à l'école de missiles de Redstone Arsenal à Huntsville, Alabama, Demizu est un 4e dan de Yoseikan Aikido, principalement formé par Kyoichi Murai, mais un élève direct et gendre de Minoru Mochizuki. Lorsque les officiers de Huntsville apprennent que Demizu est un homme d'aïkido, ils lui demandent de commencer à enseigner et il accepte. Parmi les premiers étudiants figurait Thomas E. Bearden (alors capitaine de l'armée américaine - plus tard retraité en tant que lieutenant-colonel.). Glenn Pack, maintenant directeur technique de l'Association Yoseikan Budo des États-Unis (USYBA) commence à s'entraîner à cette époque. En février 1974, Pack commence à enseigner l'aïkido Yoseikan à l'Université de l'Alabama à Tuscaloosa. Pack continue à enseigner à l'Université de l'Alabama jusqu'en 1975, date à laquelle il est allé faire des études supérieures dans l'Arkansas, laissant la classe Tuscaloosa entre les mains de Rick Moncrief.
En 1975, Bearden envoie une lettre à Mochizuki demandant qu'un enseignant soit envoyé aux États-Unis. Début 1976, Mochizuki envoie Patrick Auge. Auge vit au Japon pendant plusieurs années, dont quatre ans comme uchi deshi au Yoseikan, et est à l'époque 4e dan. Auge s'installe à Ottawa, Ontario au Canada. Il supervise le Yoseikan déjà établi aux États-Unis et commence à enseigner au Canada, avec deux clubs à Ottawa. Actuellement, il y a 8 écoles répertoriées sous la Fédération internationale de Yoseikan Budo (IYBF) au Canada et aux États-Unis, la plupart ont le mot aïkido dans leur titre. Le hombu IYBF est à Torrance en Californie sous la direction de Patrick Auge, avec deux autres dojos aux États-Unis.
L'USYBA, bien qu'actuellement affiliée à la Fédération mondiale de Yoseikan sous Hiroo Mochizuki, maintient toujours son programme de type Yoseikan Aikido. L'USYBA répertorie sept clubs sur son site Web à travers les États-Unis, certains incluent le terme aïkido dans leur titre. Une autre organisation au Canada s'appelle l'Association canadienne d'Aïkido Mochizuki. Bien que le terme Yoseikan Aikido ne soit pas utilisé, les origines de leur aïkido remontent à Mochizuki du Yoseikan.

### Australie
Yoseikan Aikido est la deuxième école d'aïkido en Australie et la première dans l'État d'Australie-Occidentale. En 1968, un homme du nom de Phillipe Boiron commence à enseigner l'aïkido Yoseikan pour Jan de Jong à Perth, en Australie occidentale. Cela conduit Jan de Jong à se rendre au Japon en 1969 pour s'entraîner directement sous Minoru Mochizuki. En 1974, à la demande officielle de Jan de Jong, Mochizuki envoya Yoshiaki Unno à Perth pour enseigner l'aïkido Yoseikan. Unno enseigne le Iaido, le Kobudo et le Karaté.
Près de la moitié des écoles d'aïkido de Perth ont un lien avec cette introduction précoce de l'aïkido Yoseikan à Perth. L'école d'arts martiaux Jan de Jong continue d'enseigner l'aïkido. Hans de Jong, fils de feu Jan de Jong et élève d'Unno, enseigne l'Aïkido Yoseikan et est un Shodan. La branche d'aïkido du club d'arts martiaux UWA est créée par l'étudiant d'Unno, Brett Nener, 4e Dan d'aïkido Yoseikan, avec Fujimori Akira Shihan de Tanaka ha Butoku Ryu Aikijujutsu comme directeur. John Langley, principe de l'Institut d'Aïkido d'Australie, est élève d'Unno et enseigne avec Steven Nener et Darren Edwards avec le 2e Dan d'Aïkido Yoseikan. Un autre élève d'Unno, Ross Taylor Shihan, 5e Dan, dirige l'Académie des arts martiaux d'aïkido de la côte ouest à Wangara, en Australie occidentale, et poursuit les enseignements de Minoru Mochizuki et d'Unno Sensei.

## Techniques
Techniquement, Yoseikan Aikido est très similaire aux autres styles d'aïkido. La technique fondamentale, Ikkyo, est appelée Robuse, ou bras d'aviron. La majorité des autres techniques d'aïkido sont incluses dans l'aïkido Yoseikan, bien que certaines aient des noms différents. L'attaque fondamentale, cependant, n'est pas le shomen uchi, c'est une prise d'une seule main dans la posture opposée. Vous trouverez ci-dessous une liste des attaques courantes utilisées à Yoseikan, à l'exclusion des frappes et des coups de pied qui englobent toutes les bases du karaté. Une attaque Aikikai équivalente est donnée entre parenthèses après la traduction.

### Attaques
Japonais : français (équivalent Aikikai) :
- Jun katate dori : Prise normale à une main, symétrie axiale (ai hanmi katate dori ou kosa dori)
- Dosoku katate dori : Prise normale à une main, symétrie miroir (gyaku hanmi katate dori ou simplement katate dori)
- Gyaku katate dori : Prise inversée à une main (aucune)
- Ushiro kubi jime katate dori : étranglement arrière du cou et prise du poignet (identique ou simplement ushiro kubi shime)
- Ushiro watte kumi tsuki : Câlin d'ours arrière sur le bras (aucun)
- Ushiro shitate kumi tsuki : câlin d'ours sous le bras (aucun)
- Mae ryote ippon dori : avant deux mains sur une prise (morote dori)
- Mae ryote dori : Prise avant à deux mains (ryote dori)
- Ushiro ryote dori : prise arrière à deux mains (idem)
- Sode dori : prise de manche (idem)
- Eri dori : prise de revers (mune dori)
- Kata dori : prise d'épaule (idem)
- Ushiro hiji dori : prise arrière deux sur deux manches (ushiro ryo sode dori)
- Ushiro kata dori : Arrière deux sur deux épaule (ushiro ryo kata dori)
- Ushiro eri dori : prise du col arrière (idem)
- Hadaka Jime : Étranglement nu (aucun)
- Mae kumi tsuki : tacle (aucun)
- Eri dori yokomen uchi : Lapel hold side strike
- Eri dori sukiage : revers coupe supérieure
- Mae kubi tsukami shime: étranglement du cou (aucun)
- Mae eri shimeage : saisie du revers des deux mains (mune dori)
- Mae kami dori : prise de cheveux avant (aucune)
- Tsukami kakari : Tentative d'étranglement (aucune)

### Prises
Yoseikan : français (Aikikai, Yoshinkan, Shodokan)
- Robuse Taoshi : Élimination de l'aviron des bras (Ikkyo, Ikkajo, Oshi Taoshi)
- Hiji Kudaki : Coup de coude (Rokkyo, Hiji Shime, Waki Gatame)
- Kote Kudaki : Coup de poignet (Nikyo, Nikajo, Kote Mawashi)
- Yuki Chigai : Torsion sous le bras (Sankyo, Sankajo, Kote Hineri)
- Shita Ude Garami : Enchevêtrement du bras inférieur (Kata Gatame, -, Ude Hineri)
- Kata Ha Gaeshi : rotation d'une seule aile (Kata Gatame, -, Ude Hineri)
- Waki Gatame Hiki Tate : Contrôle des aisselles (-, Sankajo Rengyo Ho, -)
- Kannuki Hiki Tate : Contrôle du verrou de boulon (-, Hiki Kime, -)

### Jetés
Yoseikan : français (Aikikai, Yoshinkan, Shodokan)
- Kote Gaeshi : rotation du poignet (idem)
- Tenbin Nage : lancer de joug (Ude Kime Nage, Hiji Ate Kokyu Nage, Mae Otoshi)
- Shiho Nage : lancer aux quatre coins (idem)
- Ue Ude Garami : Enchevêtrement du haut du bras (-, Ude Garami, Ude Gaeshi)
- Gyaku Kote Gaeshi : rotation inversée du poignet (idem)
- Mukae Daoshi: Meeting Takedown (Irimi Nage, Shomen Irimi Nage, -)
- Do Gaeshi : Renversement du corps (Sayu Nage, Sokumen Irimi Nage, Gyaku Gamae Ate et Gedan Ate)
- Ushiro Kata otoshi : Baisse de l'épaule arrière (Ushiro Udoroshi, -, Ushiro Ate)
- Ushiro Sumi Otoshi : Chute de coin arrière (Sumi Otoshi, -, Sumi Otoshi)
- Kata Garuma : Roue d'épaule (Maki Otoshi, -, -)